# 금자란
금자란(錦紫蘭)은 난초과의 식물이다. 한반도 남부지역 및 대만, 일본에 분포하는 여러해살이 풀로 흔히 소나무 껍질에 붙어 자라는 상록성 착생란이다. 줄기는 마디가 많고 짧으며 옆에서 백록색의 실같은 뿌리가 자라 물체에 붙는다. 길이 1~2cm, 나비 3~5mm에 자줏빛 반점이 있는 잎은 어긋나고 2줄로 달리며 선상의 긴 타원형이다. 꽃은 황록색이고 자줏빛 반점이 있으며, 꽃이삭은 길이 8-10mm로 2-4개의 꽃이 밀생한다. 포(苞)는 삼각형이며 끝이 뾰족하다. 꽃잎과 꽃받침잎은 수평으로 퍼지고 긴 타원형이며 끝이 둔하다. 입술꽃잎의 밑부분에 꿀주머니가 있고 암술과 수술대는 짧다. 열매는 도란상 긴 타원형이다.